# 방울토마토
방울토마토 또는 체리토마토(cherry tomato)는 2~3cm 정도 크기의 토마토로, 페루와 칠레 북부가 기원인 것으로 간주되며, 적어도 1800년대 초부터 경작하였다. 땅에서 자라며 한해살이이다.
가지속에 속하는 식용 작물로서, 잎이나 열매 거의 모든 부분에서 토마토와 비슷하나 열매가 보통 2~3cm이며 구형을 띤다. 조그마한 방울과 같다 하여 방울토마토라고 불린다. 토마토와 같이 숙성채소이다. 토마토보다 당도가 좀 더 높으며, 먹기에 더 간편하여 간식이나 후식용으로 사람들이 즐겨 먹는다.

## 칼로리 및 효능
방울토마토 1개(13~20g)의 칼로리는 3~4Kcal이다. 방울토마토는 리코펜이 성분이 많으며 리코펜은 염증 및 혈액 응고와 같은 문제 해결에 도움을 준다. 그 외 눈 건강과 피부 미용, 노화 방지, 뼈 건강 등 다른 비슷한 식품들이 가지고 있는 것처럼 효능을 가지고 있다.

## 독성
열매의 성장과정에서 토마틴이라는 성분이 생성되는데, 쓴맛이 있고 구토를 유발한다. 따라서 덜익은 토마토는 섭취하면 안된다. 토마틴은 열매가 숙성되며 자연분해된다. 덜익은 토마토가 저온한파에 노출되면 다익은 상태에서도 토마틴이 남아 있을 수 있다.

## 같이 보기
- 토마토
- 송이토마토
- 플럼토마토